# Giorgio Orsolano
Giorgio Orsolano (San Giorgio Canavese, 3 giugno 1803 – San Giorgio Canavese, 17 marzo 1835) è stato un serial killer italiano, soprannominato "La iena di San Giorgio" che ha commesso tre omicidi.

## Biografia
Giorgio Orsolano nacque a San Giorgio Canavese, non lontano da Ivrea, nel 1803 da Antonio Orsolano e Margherita Gallo. Quando la madre rimase vedova, venne mandato da un fratello di lei, prete, per educarlo e per istruirlo. Ogni tentativo risultava vano ed egli lo rimandò dalla madre. Ritornato a San Giorgio, Orsolano trascorreva più tempo in osteria che al lavoro.
Nel 1823 commise i primi reati rubando dieci candele nella Confraternita di Santa Marta e degli oggetti nella chiesa parrocchiale di Santa Maria Assunta, entrambe nel paese. Inoltre tentò di stuprare la sedicenne Teresa Pignocco che tenne imprigionata a casa sua per sei giorni. Il 15 dicembre del 1823 per i furti e il tentativo di stupro fu condannato a otto anni di carcere.
Uscì dal carcere il 13 dicembre 1831 per buona condotta (e anche a fine pena) . Si mise con una vedova di 24 anni, Domenica Nigra; da lei ebbe una figlia, Margherita, nata il 7 luglio 1833. All'inizio dell'aprile 1834 i due si sposarono. Infine aprì una bottega di "ritagliatore e salsicciaio", che non sempre diede i guadagni sperati.
 Il 14 febbraio 1834 uccise Caterina Scavarda di dieci anni, dopo averla stuprata: ne gettò i resti nelle campagne di San Giorgio. Il 24 giugno stuprò e uccise Caterina Givogre di nove anni e dopo averla decapitata ne gettò i resti nel torrente Piatonia. Le ricerche delle due bambine scomparse non diedero frutti, quindi i presunti delitti vennero attribuiti ai branchi di lupi che infestavano la zona.
 Il 3 marzo 1835, durante il giorno di mercato di San Giorgio, convinse Francesca Tonso di quattordici anni a seguirlo a casa con la scusa di comprare le uova che teneva in grembo. Lì la stuprò e la uccise, ne tagliò il cadavere a pezzi con una mannaia, lo chiuse in un sacco di iuta e lo seppellì nello stesso torrente. Per non destare sospetti controllò che non si fosse sporcato e lavò il sacco nel fiume.
La zia e i genitori denunciarono la scomparsa della figlia. Andarono poi a casa del killer, simile alla descrizione data dalla zia, per porgli delle domande. Lui reagì in modo brusco e li cacciò. La polizia poi scoprì i precedenti di Orsolano. In un controllo successivo in casa sua vennero trovati gli zoccoli di Francesca, dei brandelli di vestito, delle macchie di sangue e il sacco parzialmente sporco.
 Venne riconosciuto, arrestato poco prima che fuggisse e portato al castello di Ivrea, dopo che gli abitanti di San Giorgio avevano tentato di linciarlo. Continuò a negare i crimini, ma fu fatto ubriacare e confessò tutto. Inoltre un ufficiale gli aveva assicurato che, se avesse confessato e si fosse dichiarato pazzo, sarebbe stato assolto dalla pena di morte.
 Il 13 marzo, alla fine del processo, venne condannato alla pena di morte a Ivrea e impiccato quattro giorni dopo a San Giorgio Canavese, frazione sant'Anna davanti alla Cappella omonima. Orsolano ascoltò con indifferenza la sentenza.
L'Università di Torino, il giorno della sentenza, inviò tre chirurghi "per dissecare il cadavere" e portare via il capo e i testicoli definiti dai medici "più voluminosi del solito". Il cranio venne portato poi al Museo di Anatomia. Tuttora un calco della testa è conservata al Museo di anatomia umana Luigi Rolando di Torino.